# 스코틀랜드 내전
스코틀랜드 내전(Scottish Civil War)은 1644년에서 1645년 사이 스코틀랜드 왕국에서 벌어진 내전이다. 스튜어트 왕조의 동군 연합을 휩쓴 삼왕국 전쟁의 일부였다.
스코틀랜드 내전은 국왕 찰스 1세를 지지한 왕당파와 1639년부터 스코틀랜드를 실질 통치해온 언약파 사이에 벌어진 내전이었다. 왕당파는 아일랜드 가톨릭 맹방과 연합했고, 언약파는 잉글랜드 의회파와 연합했다. 초기에는 왕당파가 우세하였으나 전세가 역전되어 언약파가 승리했다. 언약파는 찰스 1세의 아들 찰스 2세를 스코틀랜드 국왕으로 옹립했다. 이것을 배신으로 간주한 잉글랜드 의회파의 신모범군이 스코틀랜드를 침공하여 언약파까지 공격했다.

## 같이 보기
- 스코틀랜드의 역사